# Gideon Fairman
Gideon Fairman (* 26. Juni 1774 in Newtown, Colony of Connecticut; † 18. März 1827 in Philadelphia) war ein US-amerikanischer Graveur, Hersteller von Banknoten und Academician der Pennsylvania Academy of the Fine Arts.

## Leben
Fairman war der Sohn von Richard Fairman (* 1751; † vor 1840) und Anna Botsford (* 1753; † 1833). Wie seine Brüder David Fairman (* 1782; † 1825) und Richard Fairman (* 1787; † 1821) wurde er Graveur. Fairman heiratete 1798 Delight Austin (* 6. Februar 1767) in Albany in New York. Das Ehepaar hatte die Kinder Charles Gideon (* 1. Januar 1803; † Juli 1803), George Walter (* 30. Mai 1806; † 4. Mai 1858) und Caroline Augusta (* 22. Juli 1809), die später die Mutter von Fairman Rogers wurde.
1810 siedelte sich Fairman in Philadelphia an. Mit George Murray und einem weiteren Partner firmierte er als Murray, Draper, Fairman & Co. Die Firma spezialisierte sich auf Banknoten. Um 1812 war Fairman der Lehrer von Charles Toppan, nach dem später der Charles Toppan Prize der Pennsylvania Academy of the Fine Arts benannt werden sollte.
Im März 1812 wurde Fairman als einer von 40 von der Pennsylvania Academy of the Fine Arts (neben William Rush, Charles Willson Peale, Rembrandt Peale, und weiteren) zum Academician ernannt. Im Britisch-Amerikanischen Krieg war er zunächst Captain und wurde zum Colonel befördert.
Von 1819 bis 1822 hielt sich Fairman in London auf, wo er mit Jacob Perkins als Perkins & Fairman firmierte. Die Firma verwendete ein spezielles Verfahren, bei dem weiche Stahlplatten graviert wurden, die dann gehärtet wurden. Die Firma stellte 1-Pfund-Banknoten für verschiedene englische Banken her, die zu dieser Zeit das Recht hatten, solche Banknoten herauszugeben.
Bis zu seinem Tod arbeitete er als Graveur in Philadelphia. Edgar F. Smith bezeichnete in seinem Memoir of Fairman Rogers Fairman als Erfinder (a noted inventor). Horace H. Furness benannte ihn als Erfinder der Guilloche (engine-turning), die seitdem beim Druck amerikanischer Banknoten zum Einsatz kam. Heute ist er für seine Arbeit als Graveur bekannt. Insbesondere hervorzuheben ist das Frontispiz des Vicar of Wakefield von Goldsmith im Fine Arts Museums of San Francisco.